# NGC 7344
NGC 7344 é uma galáxia espiral (Sab) localizada na direcção da constelação de Aquarius. Possui uma declinação de -04° 09' 32" e uma ascensão recta de 22 horas, 39 minutos e 36,1 segundos.
A galáxia NGC 7344 foi descoberta em 1 de Outubro de 1864 por Albert Marth.